# Mässa nr 16 (WA Mozart)
Mässa No.16 i C-moll, K.427, komponerad av Wolfgang Amadeus Mozart troligen under 1782-83.
Orsaken till att C-mollmässan kom till är ännu outredd, kanske var det vid Mozarts hustru Konstanzes tillfrisknande, deras bröllop eller födseln av deras första barn. Mässan skrevs inte på uppdrag, vilket var det vanliga, utan endast av ett eget behov hos Mozart att skriva en stor mässa. 
Enligt ett brev från systern Nannerl uppfördes mässan den 26 oktober i Salzburg i Benediktinerkyrkan, där systern var sopransolist. Detta trots att mässan saknade Agnus Deisatsen och att credot inte var färdigt. Troligt är då, att man tog andra tonsättares musik och satte in där det behövdes. Senare kom musiken till mässan även att användas till hans kantat Davidde Penitente K.469. Många andra kompositörer har senare försökt avsluta C-mollmässan med hjälp av andra oavslutade Mozartverk.
Mässan är satt för sopran, tenor, bas, kör, flöjt (endast i Et incarnatus est) oboer, fagotter, horn, trumpeter, pukor, tre tromboner, stråkar och orgel.
- Kyrie
- Gloria
  - Laudamus te
  - Gratias
  - Domine
  - Qui tollis
  - Quoniam
  - Jesu Christe
  - Cum Sanctu Spiritu
- Credo
  - Credo in unim deum
  - Et incarnatus est
- Sanctus
- Benedictus